# Anti-Submarine Warfare Continuous Trail Unmanned Vessel
Anti-Submarine Warfare Continuous Trail Unmanned Vessel (ACTUV) är ett självseglande fartyg, som helt automatiskt spanar efter ubåtar.
ACTUV är ett projekt som finansieras genom den amerikanska myndigheten Defense Advanced Research Projects Agency. Projektet startade i början av 2010. Fartyget är en så kallad Unmanned Surface Vehicle (USV).

## Utveckling
ACTUV-programmet har fyra faser. 
Fas 1 består av utvärdering av prototypen, riskminimering och val av sensorer.
Fas 2 består av design.
Fas 3 består av att bygga en prototyp.
Fas 4 består av testning av en fullt operativ prototyp, detta beräknas ske sommaren 2015.
Den 29 januari 2015 meddelade företaget Leidos att mjukvaran på en 13m lång prototyp framgångsrikt autonomt navigerade förbi olika hinder, inklusive fartyg och grund utanför Mississippis kust.